# Annelie Adqvist
Karin Annelie Helene Adqvist, född 23 november 1972[källa behövs], är en svensk journalist.
Hon har varit reporter på TV4 Nyheterna sedan 2014. Tidigare arbetade hon på TV4 Göteborg, TV4 Borås och TV4 Jönköping sedan 1997. Hon har både varit programledare, tf nyhetschef och redaktör. Innan hon började på TV4 arbetade hon i Stockholm på flera tv-produktioner. Adqvist var bland annat researcher för "Alla möjliga jobb" med Ingvar Oldsberg som programledare, en produktion för SVT av Wegelius TV. Hon jobbade också som inspelningsassistent för "Kenny Starfigher", en TV-serie för SVT.